# Erechthias celetica
Erechthias celetica är en fjärilsart som beskrevs av Turner 1923. Erechthias celetica ingår i släktet Erechthias och familjen äkta malar. Inga underarter finns listade i Catalogue of Life.